# Microcerella covai
Microcerella covai är en tvåvingeart som först beskrevs av Carroll William Dodge 1965.  Microcerella covai ingår i släktet Microcerella och familjen köttflugor.
Artens utbredningsområde är Venezuela. Inga underarter finns listade i Catalogue of Life.